# Экономика Пакистана
Пакистан является развивающейся аграрно-индустриальной страной, входящей в число одиннадцати стран, которые, наряду со странами БРИКС, имеют наибольший потенциал, чтобы стать одной из крупнейших экономик мира в XXI веке.
Пакистан — 24-я экономика среди стран по объёму ВВП по ППС (на 2019 год). 
По номинальному объёму ВВП за 2019 год Пакистан занимает 42-е место. 
Номинальный ВВП Пакистана составил $284 млрд (данные МВФ за 2019 год). 
ВВП по ППС — $1,2 трлн (данные МВФ за 2019).

## История
Территория современного Пакистана образовались после раздела Британской Индии в 1947 году из двух неравнозначных по экономическим показателям территорий — западной и восточной. Эти территории имели типичный сельскохозяйственный уклад экономики. 
В годы Второй мировой войны западная часть Пакистана — Пенджаб — была «житницей» британской колонии, крупным экспортёром пшеницы и хлопка. Благодаря этому деревни, расположенные там, были относительно благополучны. Кроме того, в Западном Пакистане располагалась разветвлённая система каналов ирригации и плотин; основные районы расположения ирригационных каналов — Пенджаб и Синд. 
 
Имелся порт — Карачи. Восточная часть — Бенгалия — была ведущим экспортером джута, но развитие портовой инфраструктуры было крайне слабой, поэтому внешняя торговля шла через Калькутту.
После 1947 года, при разделе территорий экономика Пакистана серьёзно пострадала из-за оттока беженцев, прежде всего бизнесменов и предпринимателей. Местные торговцы-мусульмане не могли произвести полноценной замены уехавшим высококвалифицированным иммигрантам. Сильнее всего от оттока специалистов пострадала промышленность. Но процессы переселения также сказались и на аграрном секторе. Многие из земледельцев, живших в долине Инда, покинули провинции Синд и Пенджаб.
В первые годы независимости после раздела территорий основными проблемами были расселение беженцев и урегулирование территориальных отношений с Индией, лишь позднее правительство страны смогло заняться решением экономических вопросов. 
В 1950—1951 гг., во время войны в Корее, резкий рост мировых цен на сырье позволил накопить валютные резервы, которые были направлены на закупку промышленного оборудования. Это позволило активно развивать хлопчатобумажное производство в Западном Пакистане. В восточном Пакистане развивалось производство джута.
В 1971 году, после отделения Восточной провинции, Пакистан потерял важнейший рынок сбыта своих промышленных изделий. Это заставило власти страны заняться поиском внешних рынков сбыта пакистанских товаров — хлопка и риса.
В 1971 г., при власти Зульфикара Али Бхутто, были национализированы крупные предприятия, компании по страхованию жизни, судоходные компании и торговля нефтепродуктами. Бхутто осуществил также урезанную аграрную реформу, в соответствии с которой 400 тыс. га земель были к 1976 распределены среди 67 тыс. крестьянских хозяйств.
В начале 2020-х Пакистан находится в экономическом кризисе; объявлено, что Саудовская Аравия и ОАЭ инвестируют в общей сложности 50 млрд долларов в различные экономические секторы Пакистана в течение трех лет; Саудовская Аравия будет инвестировать в горнодобывающую промышленность, сельское хозяйство и сектор информационных технологий

## Сельское хозяйство
Сельское хозяйство остаётся основой экономики Пакистана. Наиболее важными культурами являются пшеница, сахарный тростник, хлопок и рис, которые вместе составляют более 75 % от общей стоимости экспортируемых культур. 
Крупнейшая продовольственная культура Пакистана — пшеница: в 2017 году Пакистан произвел, по данным Министерства сельского хозяйства США, 26 674 000 тонн пшеницы, больше, чем вся Африка и почти столько же, сколько вся Южная Америка.
Страна является крупнейшим в Азии рынком верблюдов, вторым по величине рынком абрикосов и топленого масла и третьим по величине рынком хлопка, лука и молока.
Экономическое значение сельского хозяйства уменьшилось со времени обретения независимости, когда его доля в ВВП составляла около 53 %. 
Однако и сейчас большая часть населения Пакистана, прямо или косвенно, зависит от сельскохозяйственного сектора; на его долю приходится около 18,9 % валового внутреннего продукта (ВВП), на него приходится 42,3 % занятой рабочей силы, и он является крупнейшим источником валютных поступлений.
После неурожая 1993 года правительство ввело политику помощи сельскому хозяйству, включая повышение цен на продукцию фермеров и расширение доступа к сельскохозяйственным кредитам. 
С 1993 по 1997 год реальный рост в сельскохозяйственном секторе составлял в среднем 5,7 %, но с тех пор снизился примерно до 4 %. Сельскохозяйственные реформы, включая увеличение производства пшеницы и масличных культур, играют центральную роль в пакете экономических реформ правительства.

## Промышленность

### Горнодобывающая промышленность
В 1952 году открыты первые залежи природного газа в Белуджистане, но затем их нашли в Синде и Пенджабе. 
Обнаружено 7 месторождений нефти, запасы нефти оцениваются в 300 млн баррелей. 
Из других полезных ископаемых добываются уголь, хромовые руды, мрамор, поваренная соль, известняк, уран, фосфориты, барит, сера, драгоценные и полудрагоценные камни.

### Обрабатывающая промышленность
Наиболее развитой отраслью обрабатывающей промышленности Пакистана является текстильная, которая использует отечественное сырье. 

В 1980 году при помощи СССР возведен металлургический комбинат около Карачи.
Нефтегазовый комплекс: Pakistan State Oil (PSO; НПЗ, 2 завода смазочных материалов, нефтехранилище, все в Карачи), Pakistan Petroleum.
Нефтеперерабатывающие заводы (НПЗ): Pakistan Refinery Limited (PRL), Pakistan LNG Limited (PLL).
Развито мелкое производство — спортивные товары (в частности, футбольные мячи) и фармацевтическая промышленность.

### Автомобильная промышленность
В апреле 2005 года Пакистан начал производство автомобиля собственного производства REWO. 
Также, в Карачи существует завод по сборке автомобилей КАМАЗ.

## Энергетика
Энергетика Пакистана базируется в основном на гидроэлектростанциях, но существуют также и тепловые. Производство электроэнергии в Пакистане составило в 2003 году 76,92 млрд кВт, при потребности в 71,54 млрд кВт; в условном эквиваленте невелико и составляет около 254 кг условного топлива на душу населения.
Потенциал выработки возобновляемой энергии составляет 30 тысяч мегаватт. Из них 10 тысяч мегаватт приходятся на долю солнечной энергии.

## Транспорт
Аэропорты
- всего: 136
  - с твердым покрытием — 94
  - без твердого покрытия — 43

Железные дороги
- всего: 8163 км
  - с широкой колеей — 7718 км
  - с узкой колеей — 445 км

Морской транспорт

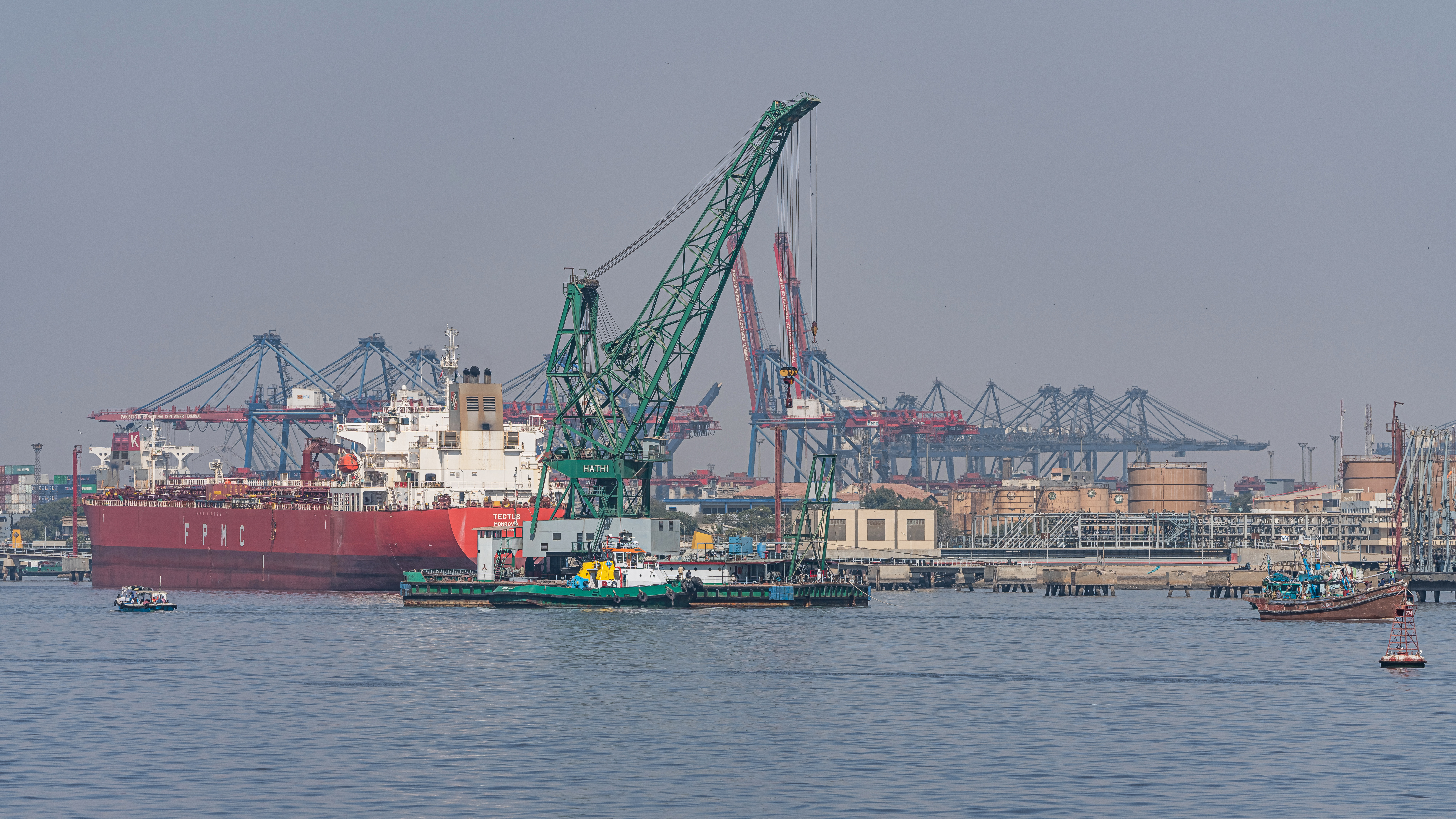
Порт Карачи

- водоизмещение 343,630 грт/570,518 дедвейт
- всего: 14 судов, в том числе
  - сухогрузы 10
  - танкеры 4

## Доходы населения
На 2016 год минимальный размер оплаты труда составил 15 000 рупий в месяц, что составило $142.